# Epitrioza sinica
Epitrioza sinica är en insektsart som beskrevs av Yang och Li 1981. Epitrioza sinica ingår i släktet Epitrioza och familjen spetsbladloppor. Inga underarter finns listade i Catalogue of Life.